# Richmond Airport
Richmond Airport är en flygplats i Australien. Den ligger i kommunen Richmond och delstaten Queensland, omkring 1 300 kilometer nordväst om delstatshuvudstaden Brisbane.
Trakten runt Richmond Airport är nära nog obefolkad, med mindre än två invånare per kvadratkilometer.. Närmaste större samhälle är Richmond, nära Richmond Airport.
Trakten runt Richmond Airport består i huvudsak av gräsmarker. Genomsnittlig årsnederbörd är 443 millimeter. Den regnigaste månaden är februari, med i genomsnitt 114 mm nederbörd, och den torraste är augusti, med 3 mm nederbörd.